# Ԕ
Lha (Ԕ ԕ, chữ nghiêng: Ԕ ԕ) là một chữ cái trong bảng chữ cái Kirin. Nó là chữ ghép của chữ cái Kirin El (Л л) và Kha (Х х). Lha có mặt trong bảng chữ cái của tiếng Moksha, được sử dụng vào những năm 1920, nó đại diện cho âm /l̥/.

## Mã máy tính
| Kí tự               | Ԕ                           | Ԕ                           | ԕ                         | ԕ                         |
| ------------------- | --------------------------- | --------------------------- | ------------------------- | ------------------------- |
| Tên Unicode         | CYRILLIC CAPITAL LETTER LHA | CYRILLIC CAPITAL LETTER LHA | CYRILLIC SMALL LETTER LHA | CYRILLIC SMALL LETTER LHA |
| Mã hóa ký tự        | decimal                     | hex                         | decimal                   | hex                       |
| Unicode             | 1300                        | U+0514                      | 1301                      | U+0515                    |
| UTF-8               | 212 148                     | D4 94                       | 212 149                   | D4 95                     |
| Tham chiếu ký tự số | &#1300;                     | &#x514;                     | &#1301;                   | &#x515;                   |